# 阿雷 (姓)
阿雷，是主要使用于爱沙尼亚的愛沙尼亞語姓。以下知名人物使用此姓：
- 尤汉·阿雷（英语：Juhan Aare）（1948年2月20日－2021年10月6日），爱沙尼亚记者和政治家。
- 托伊沃·阿雷（1944年4月20日－1999年4月9日），爱沙尼亚记者。
- 托努·阿雷（1953年7月25日－2021年7月21日），爱沙尼亚歌手、吉他手，从属于Apelsin乐队。